# Dunowo
Dunowo [duˈnɔvɔ] (trước đây Đức Thunow) là một ngôi làng ở quận hành chính của Gmina Świeszyno, trong Koszaliński, Zachodniopomorskie, ở tây bắc Ba Lan. Nó nằm khoảng 5 kilômét (3 mi) phía tây wieszyno, 10 km (6 mi) phía tây nam Koszalin và 127 km (79 mi) về phía đông bắc của thủ đô khu vực Szczecin.
Trước năm 1945, khu vực này là một phần của Đức. Đối với lịch sử của khu vực, xem Lịch sử của Pomerania.
Làng có dân số 411.